# Nightingale (hudební skupina)
Nightingale je švédská kapela založená roku 1994 ve švédském městě Örebro jako vedlejší projekt hudebníka Dana Swanö z Edge of Sanity, který byl tou dobou ovlivněný kapelami jako The Sisters of Mercy. Od druhého alba The Closing Chronicles v kapele účinkuje i jeho bratr Dag Swanö, který kvůli možnosti záměny s Danem přijal pseudonym Tom Nouga. Hudební styl Nightingale se dá označit jako gothic rock a progressive rock.
První studiové album se jmenuje The Breathing Shadow a vyšlo v roce 1995.

## Diskografie
Studiová alba
- The Breathing Shadow (1995)
- The Closing Chronicles (1996)
- I (2000)
- Alive Again: The Breathing Shadow Part IV (2003)
- Invisible (2004)
- Nightfall Overture (2005)
- White Darkness (2007)
- Retribution (2014)[3]

Live alba
- Rock Hard Live (2017)

Box sety
- Box of Rock (2009) – sada jednoho DVD a tří CD